# Tsültrim Dargye (45e Ganden tripa)
Tsültrim Dargye (1632 - ?) was een Tibetaans geestelijke.
Hij was de vijfenveertigste Ganden tripa van 1685-1692 en van 1695-1699 en daarmee de hoofdabt van het klooster Ganden en hoogste geestelijke van de gelugtraditie in het Tibetaans boeddhisme.

## Biografie
Tsültrim Dargye werd geboren in 1632, in de plaats Zhozang nabij het Shedrub Ling-klooster in Chone, Amdo. Op jonge leeftijd ontving hij de primaire monnikswijding in het Jakhyung-klooster. Na aldaar de gebruikelijke basisscholing te hebben ontvangen trok hij naar Lhasa. Hij schreef zich in bij het Sera Mey-college van het Sera-klooster. Daar volgde hij onderricht in een aantal soetra-onderdelen van de gelug-traditie. Daarna ging hij naar het Gyalto-college en volgde drie onderdelen van het tantra-curriculum. Tijdens deze studie kreeg hij ook onderricht van de vijfde dalai lama, Ngawang Lobsang Gyatso.
Toen Tsültrim Dargye 30 jaar was, ging hij onderwijs verzorgen aan het Gyalto-college en bleef dat 14 jaar doen. Daarna werd hij abt en gaf ook onderricht in enkele andere kloosters.
In 1676 bemiddelde hij op verzoek van de 5e dalai lama in geschillen tussen twee Mongoolse vorsten, Aoro en Jungkar, en slaagde erin de problemen op te lossen. Ook voorkwam hij er hongersnood door voedsel te leveren.
Op zijn 47e ontving hij de volledige monnikswijding van de 5e dalai lama in het Potalapaleis, conform de traditie van Kashmiri Pandit, die via Tsongkapa aan hem was doorgegeven. Daarna werd hij een aantal jaren abt aan het Shartse-college van het Gandenklooster. Aansluitend bezocht hij Peking en onderrichtte de Mantsjoe-keizer Kangxi en zijn ministers. 
In 1685 werd hij op 54-jarige leeftijd gekozen tot Ganden tripa, wat hij gedurende 7 jaar bleef tot 1692. Drie jaar later bekleedde hij deze positie nogmaals, van 1695 tot 1699. Naast zijn gebruikelijke werk als hoofdabt realiseerde hij onder andere het plaatsen van een verguld beeld van Tsongkhapa in het klooster, sponsorde het drukken van delen van de Kangyur en was tutor van de 6e Dalai lama, Tsangyang Gyatso.
Op zijn 68e trok hij zich terug in het Olkha Dzingklooster, waar hij nog enige tijd onderricht gaf in soetra en tantra. Hij overleed waarschijnlijk in het begin van de 17e eeuw.